# 口吉川町桾原
口吉川町桾原（くちよかわちょうくぬぎはら）は、兵庫県三木市にある大字。郵便番号は673-0743。

## 地理
- 口吉川地区の中央部、美嚢川上流右岸に位置する。周囲にはゴルフ場が多く、元々は南北朝時代の地頭職である小野盛国の領地である。由来は桾が茂っていたことから名付けられたが、小野盛国が拓いたことから貴族の開いた林という意味がある。[4][5][6]東側は口吉川町殿畑・西側は口吉川町東中・南側は口吉川町東、口吉川町保木・北側は加東市大畑、新定と接する。

## 歴史
- 1954年7月1日 - 三木市を新設し、三木市口吉川町桾原になる。

### 字域の変遷
| 実施前               | 実施年       | 実施後             |
| -------------------- | ------------ | ------------------ |
| 美嚢郡細川村大字桾原 | 1954年6月1日 | 三木市口吉川町桾原 |

## 世帯数と人口
2022年（令和4年）2月28日現在の世帯数と人口は以下の通りである。
| 町丁         | 世帯数 | 人口 |
| ------------ | ------ | ---- |
| 口吉川町桾原 | 40世帯 | 96人 |

## 小・中学校の学区
市立小・中学校に通う場合、学区は以下の通りとなる。
| 番地 | 小学校               | 中学校             |
| ---- | -------------------- | ------------------ |
| 全域 | 三木市立口吉川小学校 | 三木市立星陽中学校 |

## 施設
- 桾原公民館
- ローソン三木口吉川店

## 交通

### 鉄道
地内には鉄道は通っていない。

### バス
- 神姫バス
- みっきぃバス

### 道路
- 兵庫県道20号加古川三田線
- 兵庫県道144号西脇口吉川神戸線